# Elezioni legislative in Francia del 1849
Le elezioni legislative in Francia del 1849 per eleggere gli 705 deputati dell'Assemblea nazionale si sono tenute dal 13 al 14 maggio (primo turno) e il 27-28 maggio (secondo turno). Il sistema elettorale utilizzato fu un maggioritario dipartimentale.
Conformemente agli articoli da 20 a 31 della Costituzione del 4 novembre 1848 e della legge elettorale del 15 marzo 1849, il suffragio universale consentiva di votare ai cittadini francesi di età superiore ai 21 anni che risiedevano nel loro comune da almeno sei mesi e i cittadini di età non inferiore a 25 anni, indipendentemente dalla residenza.
La modalità di voto adottata era quella del voto di lista a maggioranza pluriennale in due turni, esercitata in ambito dipartimentale. Al primo turno potevano essere eletti i candidati che ottenevano il maggior numero di voti, purché avessero ottenuto un numero pari ad un ottavo dei votanti iscritti. Un secondo turno era previsto la seconda domenica successiva alla prima votazione, nel caso in cui il numero dei candidati eletti fosse inferiore al numero dei rappresentanti assegnati alla circoscrizione.
I preparativi per le elezioni vengono interrotti dall'inizio della spedizione militare a Roma che il governo ha deciso per venire in aiuto al papa Pio IX. Quest'ultimo è appena fuggito volontariamente dalla città di fronte alle istanze dei repubblicani romani che pretendono un governo democratico. Il corpo di spedizione francese, sbarca il 24 aprile a Civitavecchia fingendo di essere giunto pacificamente, ma ben presto attacca di sorpresa la città, e il 30 aprile 1849 subisce una pesante sconfitta da parte delle truppe repubblicane comandate da Giuseppe Garibaldi. Il corpo di spedizione è quindi costretto ad arretrare in attesa di rinforzi e dei risultati delle elezioni francesi. I repubblicani francesi il 7 maggio riescono a far approvare, con 328 voti contro 241, una mozione di censura contro il governo secondo la quale quest'ultimo aveva ingannato l'Assemblea circa le finalità dell'intervento, presentato come finalizzato ad attestarsi a Civitavecchia per impedire un intervento austriaco, non ad attaccare Roma. "Tuttavia, il presidente Luigi Bonaparte scrive una lettera di complimenti [al comandante della spedizione] e gli grantisce che questa condotta violenta avrà il suo appoggio. In conformità con questa promessa invia altri dodicimila uomini. Questa volta non ritene necessario consultare l'Assemblea". L'11 maggio, il leader repubblicano Ledru-Rollin chiese senza successo che il governo fosse messo sotto accusa.

## Risultati
| Partito                             | Partito               | Voti      | Voti | Seggi |
| Partito                             | Partito               | Numero    | %    | Seggi |
| ----------------------------------- | --------------------- | --------- | ---- | ----- |
|                                     | Partito dell'Ordine   | 3 310 000 | 50,4 | 450   |
|                                     | Montagnardi           | 1 955 000 | 29,8 | 180   |
|                                     | Repubblicani moderati | 834 000   | 12,7 | 75    |
|                                     | Indipendenti          | 495 000   | 7,5  | 0     |
| Totale voti                         | Totale voti           | 6 564 000 | 100  | 705   |
| Elettori iscritti                   | Elettori iscritti     | 9 395 035 | –    | –     |
| Schede valide                       | Schede valide         | 6 765 000 | 68,1 | –     |
| Schede bianche/nulle                | Schede bianche/nulle  | 171 000   | 2,5  | –     |
| Astenuti                            | Astenuti              | 3 171 000 | 31,9 | –     |
| Fonte: Nohlen & Stöver, pp. 639-722 |                       |           |      |       |